# Didier Contant
Pour les articles homonymes, voir Contant.
 (avril 2017).
Si vous disposez d'ouvrages ou d'articles de référence ou si vous connaissez des sites web de qualité traitant du thème abordé ici, merci de compléter l'article en donnant les références utiles à sa vérifiabilité et en les liant à la section « Notes et références ».
 (avril 2017).
- Si vous ne connaissez pas le sujet, laissez ce bandeau (vous pouvez alors contacter les auteurs).
- Si vous supprimez le contenu mis en cause (vous pouvez préalablement contacter les auteurs),

argumentez précisément cette suppression dans la page de discussion
(un manque de référence n'est pas un argument ; une recherche réelle de référence doit avoir été effectuée, être formellement documentée).
Didier Contant, né le 1er mars 1960 à Château-Thierry et mort le 15 février 2004 à Paris 15e, fut rédacteur en chef de l'agence de presse photographique Gamma. Les circonstances de son décès donnèrent lieu à une polémique,,.

## Éléments biographiques
Didier Contant est mort d'une chute inexpliquée d'un immeuble à Paris, alors qu'il enquêtait pour le Figaro Magazine,sur l'assassinat des moines de Tibherine en 1996 (la thèse du suicide a été évoquée alors que Didier Contant revenait d'Algérie pour rédiger son enquête et précisait à son entourage qu'il se sentait "épié et surveillé"),,.
Au fil des années, des informations nouvelles sont toutefois apparues sur Tibhirine.
Depuis 2001, Didier Contant voyageait beaucoup en Algérie et contactait des dissidents comme le colonel Mohamed Samraoui, , un ex haut responsable des services secrets de l’armée algérienne, pour savoir s'ils avaient des dossiers susceptibles de mettre en cause Alger. Fin 2002, à la suite de révélations d'Abdelkader Tigha dans Libération sur l'implication des services algériens dans le drame de Tibhirine, Didier Contant avait, de son propre aveu, reçu des autorités algériennes un certain nombre de documents et informations susceptibles de contribuer à discréditer Abdelkader Tigha. Il avait alors publié un premier article sur Tibhirine dans Le Pèlerin en février 2003. En décembre 2003, après qu'une famille des moines ait porté plainte à Paris pour "enlèvement, séquestration et assassinat", Didier Contant avait repris son enquête sur Tigha, demandant à des contacts à Blida des témoignages tendant à montrer que cet ancien adjudant du DRS était un voyou. Publié le 27 décembre 2003 dans le Figaro Magazine, un premier article de Didier Contant tendait à défendre la version officielle d'Alger dans cette affaire : celle d'un crime "islamiste",,. 
Sa mort a donné lieu à une polémique et à un procès opposant l'hebdomadaire Marianne au journaliste de Canal +, Jean-Baptiste Rivoire, un des tenants de la thèse de « Qui tue qui?»,,. En effet, l'hebdomadaire avait publié un article accusant Jean-Baptiste Rivoire de chercher à « blanchir l’islamisme de ses forfaits » et d'avoir « exercé des pressions sur Le Figaro Magazine [pour qu'il] refuse de publier la seconde partie du reportage de Contant »,. Condamné en première instance, le journal et son directeur Jean-François Kahn ont été relaxés en appel au début de 2007,,.
En même temps que ce procès, elle présenta un documentaire pour partie sur Didier Contant intitulé Paris de mes exils,,. Cette même année, 
le journaliste Rivoire a été mis en examen le 17 mars 2008,.
Un livre intitulé Le huitième mort de Tibhirine, écrit par Rina Sherman (compagne de Didier Contant) et Lazhari Labter (journaliste) avec des accusations comparables, est paru aux Éditions Tatamis et dans Lazhari Labter Éditions avec Le Soir d'Algérie en 2007,.
Ce livre de Rina Sherman lui avait valu avec son éditeur, poursuivis par Jean-Baptiste Rivoire, d’être condamnés pour « injure publique », le 10 juillet 2009, par le Tribunal de grande instance de Paris. Également poursuivis par Paul Moreira, Rina Sherman et son éditeur, Jean Robin, ont été condamnés pour diffamation. 
En novembre 2009, la 10e Chambre correctionnelle du TGI de Paris a néanmoins condamné Jean-Baptiste Rivoire à une amende contraventionnelle de 750 euros pour « violences volontaires » à l’encontre de la personne de Didier Contant,. Mais en juin 2011, cette condamnation a été invalidée par la cour d'appel de Paris. Constatant l'absence d'élément "intentionnel", elle a reconnu l'innocence de Jean-Baptiste Rivoire dans l'affaire Contant,,. 
Le 6 juin 2011, après six années de procédure, la cour d’appel de Paris a totalement innocenté le journaliste Jean-Baptiste Rivoire des accusations portées à son encontre par Rina Sherman. Au terme d’un rappel détaillé des faits et des témoignages recueillis lors de l’instruction, la cour a rappelé que l’infraction de violence supposerait « un acte positif sciemment commis avec la prévision qu’il en résultera une atteinte à la personne d’autrui ». Or la Cour note que « tant au cours de l’information que des débats, Jean Baptiste Rivoire a toujours soutenu ne pas avoir connu Didier Contant avant les faits ni n’avoir eu connaissance de l’article paru dans le Figaro Magazine du 27 décembre 2003 ». Elle note en outre que la « fragilité psychologique de Didier Contant » n’était « pas connue de ses amis et collègues proches à l’époque des faits et qu’en conséquence, elle ne pouvait être connue du prévenu ». 
La Cour a donc estimé qu’elle ne saurait considérer que Jean-Baptiste Rivoire, « qui ne connaissait pas Didier Contant et sa personnalité, pouvait cependant, à l’époque des faits, avoir conscience que ses agissements pouvaient être de nature à créer chez ce dernier un choc émotif ou une perturbation psychologique alors qu’il a toujours affirmé n’avoir agi que dans le souci de protéger l’épouse de celui qu’il avait lui-même interviewé (M. Abdelkader Tigha, un militaire dissident) et dont il lui avait été indiqué par des organisations non gouvernementales, dont il produit la copie des courriels, qu’elle était susceptible de courir un danger » (du fait de la visite que lui avait rendu M. Contant en janvier 2004 à Blida, en Algérie).
La cour conclut qu’il n’est pas établi qu’il (Jean-Baptiste Rivoire) a agi sciemment et qu’en conséquence, l’infraction intentionnelle de violence volontaire ne saurait être retenue à son encontre »,.
Yves Bonnet a publié un livre en 2018 infirmant cette hypothèse rejoignant en cela plusieurs articles sur Internet,.

### Filmographie
- Rina Sherman, Paris de mes exils, documentaire dont une petite partie est consacré à Didier Contant, 2008.

### Ouvrages
- La question du "qui tue qui" dans L'imposture des mots de Yasmina Khadra par Alek Baylee Toumi in Francofonia, Cadix, Spain, vol. 12, December 2003, pg 13-25.
- Jean-Baptiste Rivoire "Le crime de Tibhirine, révélations sur les responsables", éditions la Decouverte, Paris, 22 septembre 2011,
- Rina Sherman et préfacé par Antoine Sfeir, Le huitième mort de Tibhirine, Tatamis, 190 p. (publication originale 1er décembre 2006 et sortie datée le 7 février 2007),
- René Guitton "En quête de vérité", Calmann-Levy, Paris, 352 p., 16 mars 2011.
- Naoufel Brahimi El Mili, France-Algérie, 50 ans d'histoires secrètes, Volume 2, Social Science, 2019.